# Pagellus natalensis
Pagellus natalensis är en fiskart som beskrevs av Steindachner, 1903. Pagellus natalensis ingår i släktet Pagellus och familjen havsrudefiskar. Inga underarter finns listade i Catalogue of Life.